# Système éducatif en République dominicaine
En République dominicaine, l'éducation est gratuite et obligatoire au niveau élémentaire, mais gratuite et facultative au niveau de l'enseignement secondaire. Les niveaux scolaires sont divisés en quatre :
- Enseignement pré-scolaire (Nivel Inicial)
- Enseignement élémentaire (Nivel Básico)
- Enseignement secondaire (Nivel Medio)
- Enseignement supérieur (Nivel Superior)

Drapeau de la République Dominicaine

Le taux d'alphabétisation et la fréquentation scolaire en République dominicaine ont augmenté au cours de ces dernières années. La condition féminine a connu une progression rapide partiellement grâce à l'amélioration de l'éducation. De nombreux efforts ont été déployés pour évaluer les professeurs, les étudiants et les installations au moyen d'évaluations. En République dominicaine, les professeurs ont une note plus élevée dans de multiples points en comparaison avec d'autres pays d'Amérique Latine, toutefois, ils sont classés en dessous des autres pays du monde. Les conditions d'études varient selon le type d'établissement : la qualité des installations décroît de l'école privée à l'école publique non-polytechnique, l'école publique poly-technique se situant dans un entre-deux. Une similitude entre cet environnement et les résultats des élèves est observée. Malgré la progression du système éducatif, il reste toujours des problèmes en ce qui concerne l'égalité des sexes, la fréquentation et l'implication d'organisations externes.

## Statistiques
Le NCES définit l'alphabétisation comme étant la capacité d'utiliser des informations écrites en fonction de la société, pour atteindre un objectif et développer des connaissances. Selon The World Factbook de la CIA, 91,8 % de la population de plus de 15 ans est considéré comme instruit. L'alphabétisation chez les femmes s'élève à 92,3 % tandis que l'alphabétisation chez les hommes s'élève à 91,2 %. Ces chiffres sont plus élevés que la moyenne mondiale. Le taux d'alphabétisation moyen mondial est de 86,2 %. Chez les hommes, le taux d'alphabétisation moyen mondial est de 89,9 % et chez les femmes, le taux d'alphabétisation moyen mondial est de 82,2 %,. The World Factbook montre aussi les données de l'espérance de vie scolaire des étudiants en République dominicaine. Chez les hommes, l'espérance de vie scolaire moyenne est à 13 ans, ce qui est légèrement plus bas que chez les femmes dont l'espérance de vie scolaire moyenne est à 14 ans. L'éducation nationale de la République dominicaine montre que les niveaux d'achèvement sont plus élevés à l'école élémentaire et l'école secondaire.   
Un rapport rédigé par l'Agence pour le développement International des États-Unis, classe la République dominicaine 143e sur la qualité de l'éducation élémentaire et 137e sur la qualité du système éducatif. Ce classement contient 144 pays du monde. En 1980, le pourcentage du PIB de la République dominicaine concernant l'éducation était de 2 %. Cette valeur a augmenté de 0,88 % en 1990. En 2011, la part des dépenses pour l'éducation se situe environ à 4 %.

## Système éducatif
Le système éducatif de la République dominicaine est dirigé par quatre organisations gouvernementales : le secrétariat d'état pour l'éducation (partie du pouvoir exécutif du gouvernement) chargé de l'administration et l'orientation du système éducatif ; le ministre de l'éducation ; le ministre de l'énseignement supérieur, de la science et de la technologie ; et l'institut national de l'apprentissage professionnel et technologique. L'année scolaire en République dominicaine commence mi-août et les cours ont lieu du lundi au vendredi. Elle comporte deux périodes, qui sont séparés par les vacances de Noël pour la saison hivernale et huit semaines de vacances d'été. L'année est structurée comme dans le tableau ci-dessous :  
| Age   | Classe       | Etablissement scolaire                                                        | Etablissement scolaire                                          | Etablissement scolaire                     |
| ----- | ------------ | ----------------------------------------------------------------------------- | --------------------------------------------------------------- | ------------------------------------------ |
| 3-4   | Maternelle   | Enseignement pré-scolaire (Nivel Inicial)                                     | Enseignement pré-scolaire (Nivel Inicial)                       | Éducation spécialisée (éducación especial) |
| 4-5   | Maternelle   | Enseignement pré-scolaire (Nivel Inicial)                                     | Enseignement pré-scolaire (Nivel Inicial)                       | Éducation spécialisée (éducación especial) |
| 5-6   | Pré-primaire | Enseignement pré-scolaire (Nivel Inicial)                                     | Enseignement pré-scolaire (Nivel Inicial)                       | Éducation spécialisée (éducación especial) |
| 6-7   | 1            | Enseignement élémentaire (Nivel Básico)                                       | Enseignement élémentaire (Nivel Básico)                         | Éducation spécialisée (éducación especial) |
| 7-8   | 2            | Enseignement élémentaire (Nivel Básico)                                       | Enseignement élémentaire (Nivel Básico)                         | Éducation spécialisée (éducación especial) |
| 8-9   | 3            | Enseignement élémentaire (Nivel Básico)                                       | Enseignement élémentaire (Nivel Básico)                         | Éducation spécialisée (éducación especial) |
| 9-10  | 4            | Enseignement élémentaire (Nivel Básico)                                       | Enseignement élémentaire (Nivel Básico)                         | Éducation spécialisée (éducación especial) |
| 10-11 | 5            | Enseignement élémentaire (Nivel Básico)                                       | Enseignement élémentaire (Nivel Básico)                         | Éducation spécialisée (éducación especial) |
| 11-12 | 6            | Enseignement élémentaire (Nivel Básico)                                       | Enseignement élémentaire (Nivel Básico)                         | Éducation spécialisée (éducación especial) |
| 12-13 | 7            | Enseignement élémentaire (Nivel Básico)                                       | Enseignement élémentaire (Nivel Básico)                         | Éducation spécialisée (éducación especial) |
| 13-14 | 8            | Enseignement élémentaire (Nivel Básico)                                       | Enseignement élémentaire (Nivel Básico)                         | Éducation spécialisée (éducación especial) |
| 14-15 | 1            | Enseignement secondaire (Nivel Medio, plus connu sous le nom de Bachillerato) | Institut de Technologie/Université de technologie (Politécnico) | Éducation spécialisée (éducación especial) |
| 15-16 | 2            | Enseignement secondaire (Nivel Medio, plus connu sous le nom de Bachillerato) | Institut de Technologie/Université de technologie (Politécnico) | Éducation spécialisée (éducación especial) |
| 16-17 | 3            | Enseignement secondaire (Nivel Medio, plus connu sous le nom de Bachillerato) | Institut de Technologie/Université de technologie (Politécnico) | Éducation spécialisée (éducación especial) |
| 17-18 | 4            | Enseignement secondaire (Nivel Medio, plus connu sous le nom de Bachillerato) | Institut de Technologie/Université de technologie (Politécnico) | Éducation spécialisée (éducación especial) |

### Enseignement pré-scolaire
L'enseignement pré-scolaire du système éducatif en République dominicaine intègre les enfants de moins de 6 ans. Il y a 3 cycles : le premier cycle est pour les enfants entre 0 et 2 ans, le deuxième cycle est pour les enfants entre 2 et 4 ans et le troisième cycle est pour les enfants entre 4 et 6 ans. La République dominicaine prend en charge la dernière année d'éducation pré-primaire pour les familles et l'année est considérée comme obligatoire. Les années précédentes ne sont pas prises en charge par le pays et sont facultatives.  

### Enseignement élémentaire
L'enseignement élémentaire du système éducatif en République dominicaine dure huit ans et est destiné aux enfants entre 6 et 14 ans. L'enseignement élémentaire est obligatoire en République dominicaine. Il y a une séparation entre les deux cycles différents : le premier cycle comprend les classes de 1 à 4 pour les enfants entre 6 et 10 ans et le deuxième cycle comprend les classes de 5 à 8 pour les enfants entre 11 et 14 ans. Chaque classe incluent 10 mois d'apprentissage. 

### Enseignement secondaire
L'enseignement secondaire est offert par la République dominicaine mais reste toutefois facultatif. Quatre années d'écoles sont nécessaires pour compléter le parcours scolaire et les étudiants doivent être âgés entre 14 et 18 ans. Les quatre années sont séparées en deux cycles durant deux ans. Le premier cycle inclut l'enseignement général et obligatoire tandis que le second cycle est plus flexible sur le programme et permet aux étudiants de se focaliser sur leur enseignement professionnel, technique ou artistique. La voie technique et professionnelle prépare les étudiants à entrer dans certaines professions ou certaines activités. Cette voie apprend aux étudiants l'agriculture, l'industrie et les autres services. L'enseignement des arts se focalise sur le développement de la créativité des étudiants. Les étudiants peuvent se spécialiser dans la musique, les arts visuels, le spectacle vivant et les arts appliqués. Pour être diplômés de l'enseignement secondaire, les étudiants doivent obtenir une bonne note aux examens nationaux, leurs cours et participer à un programme de service communautaire.

### Enseignement supérieur
La République dominicaine a des institutions publiques et privées pour l'enseignement supérieur. Au total, il existe 5 institutions publiques : 
- L'Université autonome de Saint-Domingue (UASD),
- L'Institut supérieur de formation du professeur Salomé Ureña (ISFODOSU),
- Les Forces armées,
- L'Institut technologique des Amérique,
- L'Institut Polytechnique de Loyola.

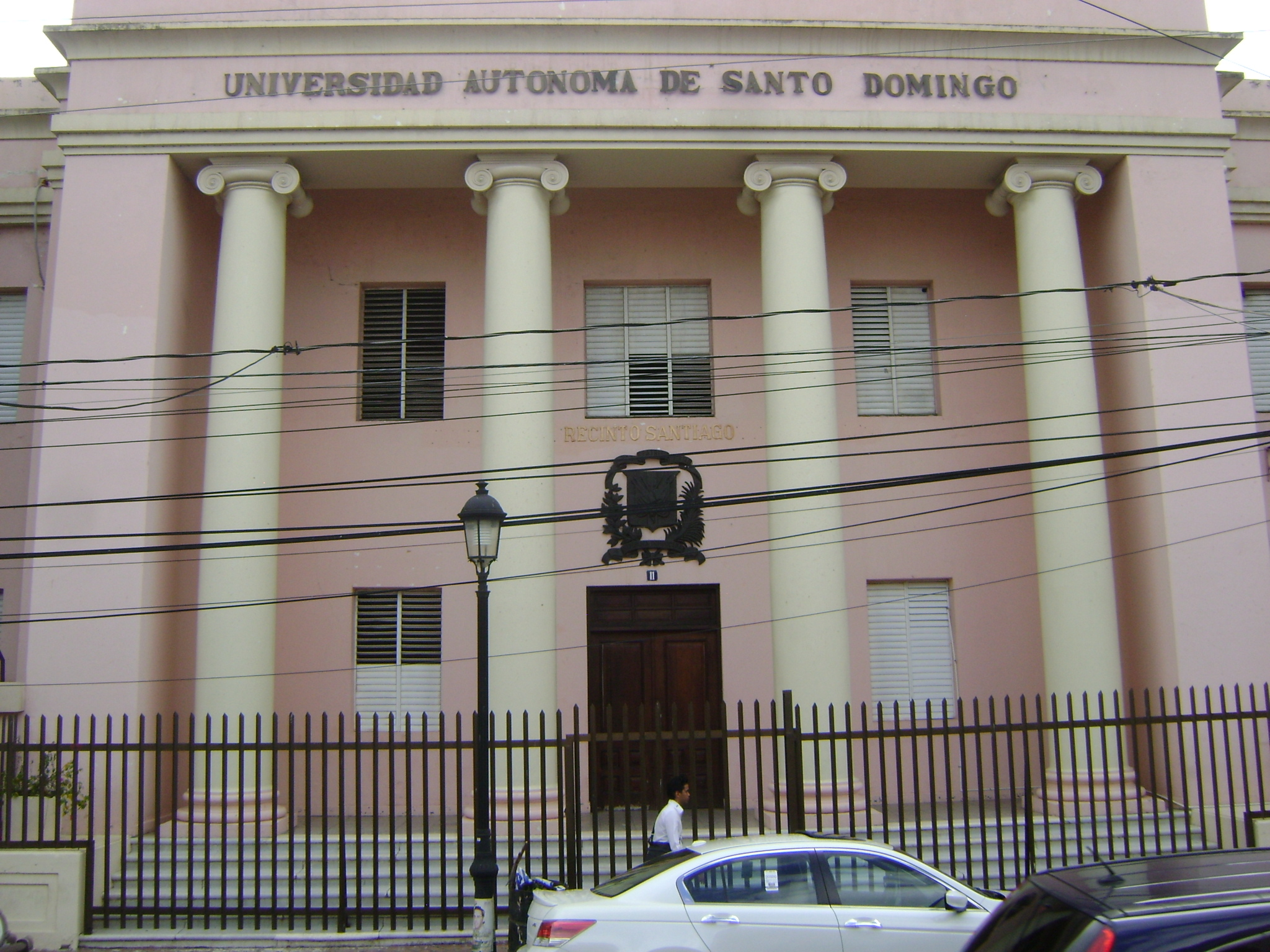
Université autonome de Saint-Domingue en République Dominicaine

L'UASD est considérée comme l'Université de l'état tandis que les quatre autres institutions sont spécialisées dans d'autres domaines. Au-delà des institutions publiques, il y a 39 institutions privées. Au sein de ces institutions, les étudiants peuvent prendre plusieurs voies. Les étudiants peuvent poursuivre leurs études techniques qui requièrent 2 ans d'école avec un minimum de 85 crédits. Les études supérieures requièrent un minimum de 140 crédits. Les étudiants désirant poursuivre une spécialité dans leurs études supérieures, une exigence de crédits est requise. Pour devenir Architecte, Vétérinaire, Avocat, Chirurgien-dentiste, Pharmacien et Ingénieur, 200 crédits sont requis et quatre années d'études. Pour la Médecine, cinq années d'études ainsi qu'une année d'internat sont requises. Après les études supérieures, les étudiants ont la possibilité de poursuivre des études de troisième cycle. Afin de mieux se spécialiser, une année d'études et 20 crédits minimums sont requis. Pour obtenir le diplôme de master, les étudiants doivent completer deux années d'école et 40 crédits. Pour la plupart des étudiants, leurs études sont généralement prolongées d'une demi-année à un an et demi par rapport aux années de scolarité requises.   

### Enseignement spécial
La République dominicaine offre des programmes d'éducation spécialisée pour les enfants ayant des besoins spécifiques ou des handicaps physiques afin de répondre à ces besoins. Bien que ce service soit offert, une étude montre que 70 % des enfants présentant un handicap ne fréquentent pas l'école. 

### Enseignement adulte
L'enseignement adulte est un système offert par l'éducation pour les adultes qui ne sont pas capables de compléter leurs études par la voie traditionnelle. Ce programme englobe l'alphabétisation et les enseignements élémentaires et secondaires. Le parcours dure environ 4 ans et peut inclure une formation professionnelle pour permettre aux adultes d'acquérir de meilleures compétences en entrant sur le marché du travail. 

### Éducation sexuelle
D'après une étude réalisée sur la santé sexuelle des hommes en République dominicaine, 11 % des hommes interrogés présentaient des anticorps du VIH. Les prostituées courent également un risque d'infection par les IST. Kerrigan estime qu'il est nécessaire d'élaborer des ressources éducatives sur l'éducation sexuelle afin de réduire la prévalence des IST. Dans une autre étude menée en République dominicaine, les personnes ayant reçu une éducation sexuelle étaient 1,72 fois plus susceptibles d'avoir des connaissances sur le VIH/sida. En outre, ceux qui ont reçu une éducation sexuelle étaient également 2,52 fois plus susceptibles d'utiliser des préservatifs pendant les rapports sexuels. Une étude sur l'éducation sexuelle dans les pays en développement a noté que lors de l'élaboration de ressources pour l'éducation sexuelle, le contexte du pays et des zones locales, comme les taux d'alphabétisation et la fréquentation scolaire, doivent être pris en considération pour assurer l'efficacité du programme. 

### Éducation civique
Les États-Unis ont donné de l'argent au système éducatif de la République dominicaine pour aider à financer des cours d'éducation civique. Ces cours ont été conçus pour accroître les connaissances des étudiants sur la société civile et la démocratie. Il est constaté que les classes augmentent les attitudes positives des élèves à l'égard des normes liées à la démocratie. L'étude révèle également que les cours amène les élèves à se méfier des organismes gouvernementaux, en particulier de l'armée et du système judiciaire. 

### Enseignement des droits de l'homme
En 2001, un cours de trois mois sur les droits de l'homme a été institué dans une école de la République dominicaine. Le cours s'est concentré à la fois sur les problèmes mondiaux et les problèmes locaux tels que la discrimination à l'égard des Haïtiens. Bajajaj note que le cours n'était pas parfait, cependant, 100 % des étudiants ont été en mesure d'expliquer ce qu'étaient les droits de l'homme. De plus, il s'avère que les élèves étaient plus disposés à se porter à la défense des autres.

## Qualité

### Évaluation de la qualité des enseignants
Une étude réalisée par Mihir et Manas comparait quatre pays d'Amérique centrale sur trois indices concernant les enseignants et la qualité des enseignants. Parmi ces quatre pays, le Salvador, le Guatemala, le Honduras et la République dominicaine, en général, la République dominicaine, avait des notes plus élevées pour ses enseignants, cependant, l'article note qu'il restait beaucoup de travail à faire. 
Le premier indice est de savoir si les enseignants sont préparés à un enseignement efficace. L'étude révèle que des normes sont établies pour les enseignants. Cependant, l'étude note que les enseignants de la République dominicaine ne sont pas au courant de ces normes et ne sont donc pas en mesure de les appliquer correctement. En République dominicaine, 25 institutions se consacrent à la formation des enseignants. Il n'existe pas de système structuré pour la certification des enseignants. Les enseignants ne sont pas obligés d'obtenir une formation.
Le deuxième indice étudié est le processus d'attraction, d'embauche et de maintien en poste du personnel enseignant. Il est constaté qu'il y a un système de demande d'emploi qui comprend un examen de raisonnement logique, un examen sur les connaissances pédagogiques et les compétences en planification et un entretien ou un examen oral. Après leur embauche, les enseignants sont encadrés pendant leur première année d'enseignement. Le système éducatif recueille souvent des données sur les résultats des élèves. L'étude note qu'il n'y a pas d'utilisation de ces connaissances pour améliorer la qualité de l'éducation. Les chercheurs ont également constaté que les enseignants reçoivent un salaire compétitif. Les enseignants à temps partiel sont payés 32 % de plus que la moyenne des travailleurs à temps plein et les enseignants à temps plein sont payés 53 % de plus que les diplômés universitaires qui travaillent à temps plein.
Le troisième indice vise à déterminer si les écoles réussissent à obtenir de bons résultats. Les chercheurs constatent qu'il n'y a pas d'évaluation régulière des enseignants et l'absence d'incitations pour enseigner dans les zones défavorisées. Ces zones défavorisées englobent les zones rurales et/ou à faible revenu. Il existe une politique pour les enseignants peu qualifiés qui doivent suivre une année de formation et de réévaluation, mais les chercheurs notent que cette politique est rarement appliquée dans la pratique.

### Évaluation de la qualité des étudiants
En 2005, un test a été effectué auprès des élèves des niveaux 3, 4 et 5 pour évaluer leurs compétences en compréhension de la lecture et du programme de mathématiques des classes de niveau 1, 2 et 3. Ce test est nommé consortium pour l'évaluation et la recherche en éducation. En compréhension de lecture, 21 questions sont posées aux étudiants. Les élèves ont été en mesure de répondre, en moyenne, à 7,37 questions du test. L'examen a démontré que les filles obtiennent de meilleurs résultats au test de compréhension de lecture que les garçons. En mathématiques, 35 questions ont été posées aux élèves En moyenne, les élèves de troisième année ont pu répondre à 5,9 questions, les élèves de quatrième année ont pu répondre à 9,02 questions et les élèves de cinquième année ont pu répondre à 11,94 questions. Les chercheurs qui étudient les examens affirment que les résultats montrent que les étudiants n'apprennent pas les bases de la compréhension de lecture et des mathématiques qu'ils doivent apprendre de la première à la troisième année. L'étude a révélé que les étudiants des écoles privées obtiennent de meilleurs résultats que les étudiants des écoles publiques. Plus de 80 % des enfants fréquentent les écoles publiques. 

### Conditions scolaires
Les écoles publiques sont souvent surchargées et manquent de manuels scolaires et de ressources pédagogiques. Les bâtiments eux-mêmes ont souvent des éclairages cassés, des murs fissurés et d'autres dommages sur le bâtiment. Les écoles polytechniques sont considérées comme publiques, mais elles sont également aidées par une autre organisation, généralement un groupe religieux. Les écoles polytechniques disposent généralement d'installations de meilleure qualité que les écoles publiques non liées à un organisme secondaire. De nombreuses écoles dans les zones rurales manquent d'infrastructures plus importantes que les écoles publiques. En outre, de nombreuses écoles dans les zones rurales n'enseignent pas au-delà de la sixième année. Les écoles privées en général sont de meilleure qualité que les écoles publiques et ont souvent des ressources et des avantages qui ne sont pas à la disposition des écoles publiques. Les écoles privées sont en mesure de payer un salaire plus élevé à leurs enseignants et de fournir aux élèves des ressources d'apprentissage de meilleure qualité telles que des manuels scolaires. Ces écoles privées accueillent généralement des élèves dont les parents appartiennent à la classe moyenne supérieure. Les conditions scolaires se sont améliorées au cours des dernières années. Yovanny Gomez, qui enseigne dans une école en République dominicaine, explique dans une interview que l'école était remplie de déchets et manquait de climatisation. Cet entretien montre comment les conditions scolaires se sont améliorées.
Des études ont montré que de nombreux étudiants n'ont pas été bien préparés à relever les défis des cours universitaires. Cela se traduit par un taux élevé de décrochage scolaire chez les étudiants qui fréquentent l'université ainsi que par la nécessité d'un travail de rattrapage intensif pour préparer les étudiants à la rigueur des cours collégiaux.

## Éducation parentale
Certains programmes d'éducation parentale ont été mis en œuvre en République dominicaine pour aider à améliorer le développement des enfants. Farrelly et McLennan ont produit une étude de recherche portant sur les taux de participation des parents aux programmes d'éducation parentale ainsi que les obstacles qui les empêchent de participer au programme ou de le terminer. Leur recherche a révélé qu'en moyenne, les parents ne terminent que 59 % du cours. Cependant, ils ont constaté que la réduction du temps consacré à l'éducation et l'accent mis sur une éducation nutritive intensive des enfants ont entraîné des taux d'achèvement plus élevés. Les obstacles communs que les participants ont mentionnés étaient le manque d'argent pour le transport en classe, le manque de services de garde d'enfants et les mères qui travaillent ne pouvant prendre un congé.
McLennan a rédigé un deuxième document de recherche sur les efforts déployés pour mettre en œuvre un programme canadien d'éducation parentale en République dominicaine. Ce programme était axé sur la formation des parents sur la façon de soutenir le développement de leurs enfants et portait sur la santé, la sécurité et le comportement. Les chercheurs ont formé des travailleurs locaux dans un hôpital pour enseigner le programme et ont adapté le programme d'études utilisé au Canada pour qu'il soit plus pertinent aux sujets de la République dominicaine.

## Problèmes

### Participation
Les possibilités d'éducation en République dominicaine sont importantes non seulement pour améliorer le statut social, mais aussi pour améliorer les résultats en matière de santé. De Tavarez et Andrade discutent de la façon dont le niveau d'éducation supérieur en République dominicaine est négativement associé à la consommation d'alcool et de tabac. Cette association est particulièrement profonde dans l'usage du tabac, car il existe un degré social important. Les personnes ayant un statut socio-économique plus élevé sont moins susceptibles de fumer et l'éducation joue un rôle important dans ce statut. 
En République dominicaine, l'une de plus grandes préoccupations des enfants est l'éducation. C'est une préoccupation majeure pour ceux qui vivent en République dominicaine ainsi que pour les organisations extérieures comme l'UNICEF. Ces derniers détermine que les enfants vivant en zones rurales sont beaucoup plus susceptibles d'avoir un taux élevé de redoublement et d'abandon scolaire. Cela est dû en partie à la distance que certains enfants doivent parcourir pour se rendre à l'école. 
L'âge moyen de scolarisation des plus de 15 ans est de 7,43 ans. Cette valeur est inférieure au nombre d'années nécessaires pour achever le cycle primaire. L'une des politiques mises en œuvre pour accroître la participation consistait à offrir trois quarts de travail différents que les élèves pouvaient fréquenter. Les écoles offriraient un quart de travail le matin, l'après-midi et le soir pour permettre aux élèves de continuer à travailler tout en fréquentant l'école. Grâce à ces efforts, 75 % des élèves terminent la quatrième année, 63 % terminent la sixième année et 52 % terminent les huit années complètes du niveau élémentaire. La République dominicaine a des niveaux de participation au système éducatif plus élevés que beaucoup d'autres pays d'Amérique latine. En plus d'aller à l'école, les journées scolaires durent 5 heures, cependant, selon les rapports, les élèves apprennent pendant deux heures et 40 minutes. Ainsi, près de la moitié du temps scolaire est passé avec les enfants qui traînent en classe alors qu'ils sont censés étudier.       

### Inégalité entre les sexes
L'inégalité entre les sexes pour les filles dans le système éducatif n'est pas un problème important en termes de participation. Les taux de fréquentation scolaire sont légèrement plus élevés chez les filles de 6 à 13 ans (87 %) que chez les garçons du même âge (84 %). Avec l'augmentation de l'âge, cette différence devient plus évidente puisque 40 % des filles de 14 à 17 ans sont inscrites contre seulement 29 % des garçons du même âge. Ainsi, les garçons sont plus susceptibles que les filles d'abandonner l'école.

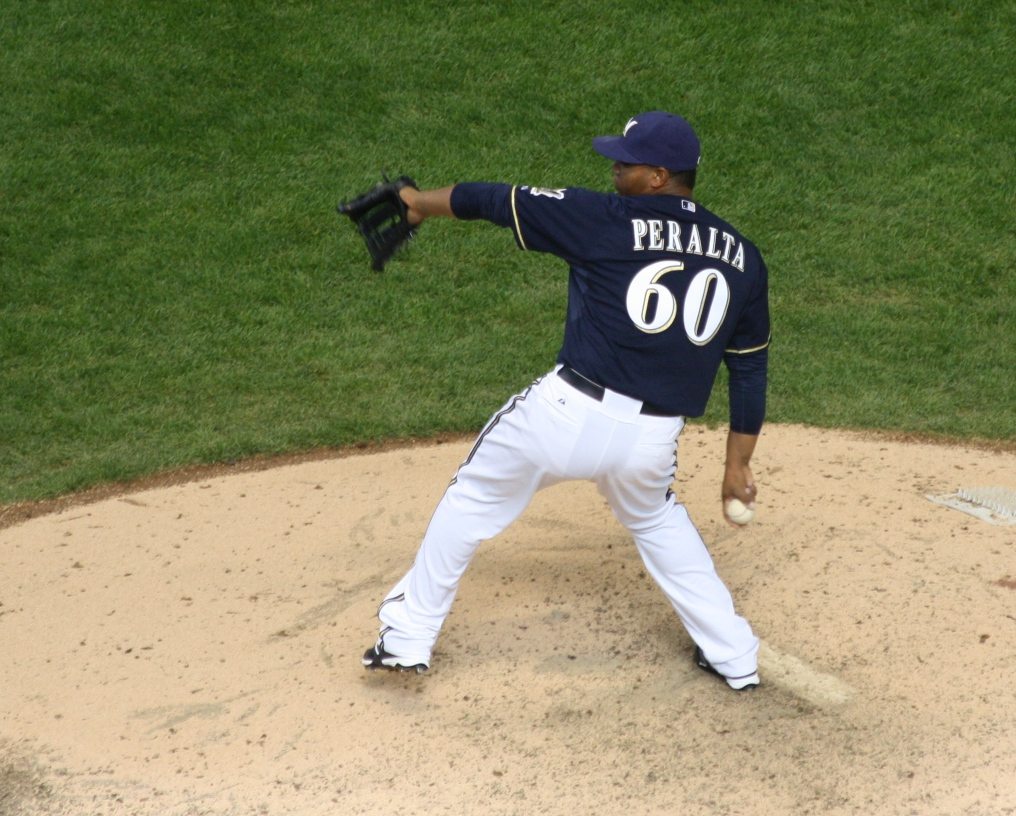
Willy Peralta, faisant ses débuts dans la MLB.

### Major League Baseball
Les recruteurs de la Ligue majeure de baseball sont particulièrement répandus en République dominicaine. La possibilité d'y entrer est souvent considérée comme le seul moyen pour les garçons, et par conséquent leurs familles, de quitter la République dominicaine. Cependant, seulement 2,5 % d'entre eux parviennent jusqu'à l'académie et parmi ces derniers, seulement 3 à 5 % sont choisis pour jouer en Ligue majeure de baseball. Ce système retire les garçons du système éducatif très tôt et les laisse sans éducation complète. Ces garçons ont, par conséquent, moins d'armes pour entrer sur le marché du travail. Le sociologue A. G. Wasch offre deux solutions à ce problème. L'une est de créer un système de repêchage et d'obliger les joueurs non américains à respecter les mêmes exigences que les joueurs américains en termes d'éducation de niveau secondaire. La deuxième solution consiste pour la Ligue majeure de baseball à créer un règlement de conduite sur le travail des enfants afin de s'assurer que les équipes sont tenues responsables de l'éducation des joueurs et des éventuelles recrues.

## Mesures d'améliorations
La Banque mondiale a pris des mesures pour aider à financer l'amélioration du système éducatif de la République dominicaine. Le projet d'éducation de la petite enfance de la République dominicaine a été financé par la Banque mondiale. Ce projet a abouti à la construction de centaines de nouvelles écoles et de centres technologiques, de milliers de nouvelles salles de classe, à une formation accrue ainsi qu'à une augmentation du nombre d'enseignants et à la fourniture de ressources pour renforcer et améliorer la qualité des classes. On estime que le projet a bénéficié directement à 52 000 enfants et indirectement à 106 000 enfants. En 2015, la Banque mondiale a accordé une aide de 50 millions de dollars pour l'amélioration de l'enseignement pré-universitaire dans le cadre d'un projet mis en œuvre par le Ministère de l'éducation. L'argent est destiné à « recruter et former des enseignants de l'élémentaire et du secondaire ; évaluer l'apprentissage des élèves dans les écoles élémentaires et secondaires ; évaluer les services de développement des jeunes enfants et aider à centraliser la gestion des établissements publics ».